# Флаг городского поселения Ликино-Дулёво
Флаг муниципального образования городское поселение Ликино́-Дулёво Орехово-Зуевского муниципального района Московской области Российской Федерации — опознавательно-правовой знак, служащий официальным символом муниципального образования.
Флаг утверждён 7 мая 1999 года и внесён в Государственный геральдический регистр Российской Федерации с присвоением регистрационного номера 463. 31 марта 2008 года, Решением № 12/4, было принято Положение о флаге поселения.
Законом Московской области от 6 декабря 2017 года № 211/2017−ОЗ 10 января 2018 года все муниципальные образования Орехово-Зуевского муниципального района были преобразованы в городской округ Ликино-Дулёво.
Флаг муниципального образования городское поселение Ликино-Дулёво составлен на основе герба городского поселения по правилам и соответствующим традициям вексиллологии и отражает исторические, культурные, социально-экономические, национальные и иные местные традиции.

## Описание флага
«Флаг городского поселения Ликино-Дулёво представляет собой прямоугольное двустороннее полотнище с отношением ширины к длине 2:3, четверочастно белым и голубым цветом. В первой белой части — чёрное крылатое колесо, украшенное золотом (жёлтым) и обращённое вправо; во второй голубой части — белый сокол, обращённый влево, а его голова — вправо. В третьей голубой части — два переплетённых жёлтых сквозных ромба, поставленных в столб. В четвёртой белой части — восходящее из левого угла жёлтое солнце с четырьмя пламевидными лучами, каждый из которых голубого, красного, зелёного и пурпурного цвета. Поверх всего наложен узкий жёлтый крест».

## Обоснование символики
Во флаге городского поселения Ликино-Дулёво языком графических символов и аллегорий гармонично отражены основные сферы деятельности местного населения:
- колёсный обод с золотым крылом — ООО «Ликинский автобус»;
- сокол — ПК «Дулёвский фарфор», товарным знаком которого является силуэт сокола именно в таком ракурсе;
- два переплетённых углами сквозных ромба (челнока) символизируют первую национализированную в Советской России текстильную фабрику — Ликинскую прядильно-ткацкую фабрику;
- солнце с разноцветными лучами, напоминающими мазок кисти — ОАО «Дулёвский красочный завод».

Четверочастное деление полотнища отражает также расположение города на перекрёстке дорог Орехово-Зуево — Куровское и Павловский Посад — Шатура.
Золотой крест связывает воедино все части флага.